# Hans-Olof Boström
Hans-Olof Boström, född 14 maj 1942, är en svensk konsthistoriker.
Hans-Olof Boström disputerade 1975 i konsthistoria vid Uppsala universitet med avhandlingen Fünf Egerer Kabinettschränke des 17. Jahrhunderts in schwedischem Besitz. Han har varit professor i konstvetenskap vid Karlstads universitet och tidigare verksam vid Uppsala universitet. Han har arbetat på Nationalmuseum, Göteborgs konstmuseum och på Bror Hjorths hus i Uppsala.